# Shgharshik, Aragatsotn
Shgharshik là một đô thị thuộc tỉnh Aragatsotn, Armenia. Dân số ước tính năm 2011 là 561 người.